# Avril
Pour les articles homonymes, voir Avril (homonymie).
mars mai
Avril est le quatrième mois des calendriers julien et grégorien. À l’origine, c’était le deuxième mois du calendrier romain.

## Une étymologie discutée

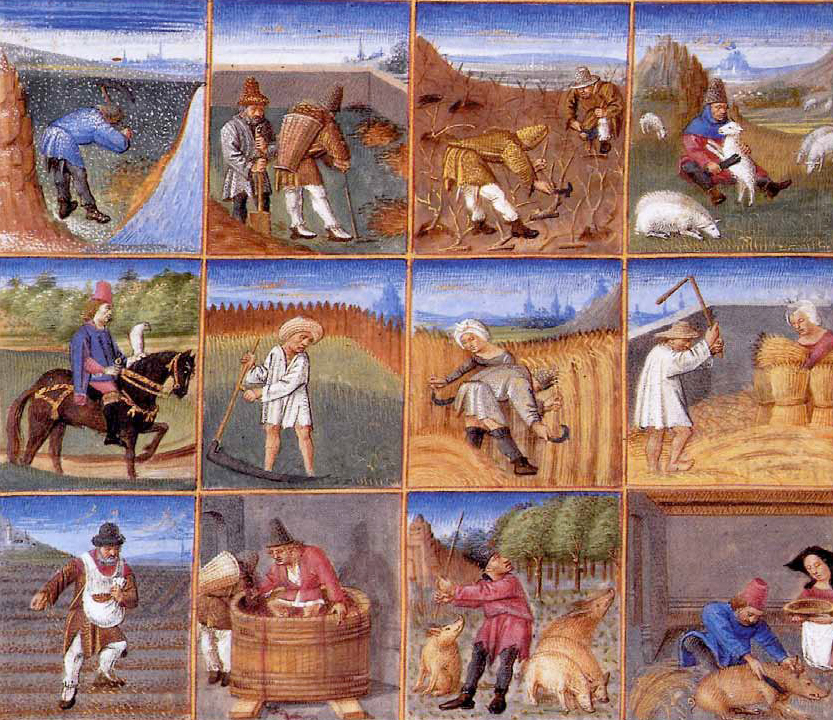
Dans le Ruralium commodorum opus de Pierre de Crescent, premier traité d’agriculture écrit depuis l’Antiquité, le mois d'avril est symbolisé par la tonte des moutons par un berger équipé de grands ciseaux appelés forces.

Son nom vient du latin aprilis, qui était le nom donné à ce mois par les Romains.
Selon le poète Ovide, Aprilis est dédié à Vénus : « Nous voilà arrivés au quatrième mois où on t'honore particulièrement : tu sais, Vénus, que le poète et le mois sont à toi. » Il justifie cette attribution d'abord par la proximité avec Mars (le mois et le dieu) et par le fait que la gens Iulia, qui est notamment la gens de Jules César, prétendait faire remonter ses origines à la déesse. Il ajoute : « Quirinus affirma toujours que Mars et Vénus étaient ses parents et il mérita d'être cru ; pour que ses descendants ne pussent l'ignorer, il voua aux dieux de sa famille deux mois successifs. Ovide justifie l'étymologie grecque (Aphrodite) du mois par la forte présence grecque dans la Grande-Grèce.
Ovide récuse l'autre explication par le verbe aperire : « Quelle n'est pas la prétention des envieux ? Certains voudraient te ravir, ô Vénus, le patronage de ce mois et ils te jalousent. Comme le printemps ouvre alors toutes choses et que se dissipe l'âpreté du froid qui resserrait le sol, comme la terre fécondée ouvre son sein, ils disent qu'avril (aprilem) est ainsi appelé parce que c'est la bonne saison où tout est éclos (aperto tempore), mais la bonne Vénus met la main sur ce mois et le revendique. »
Le dictionnaire Gaffiot, après avoir relevé son origine peu claire, rapproche aprilis de l'adjectif apricus (« exposé au soleil, qui aime le soleil, ensoleillé ; clair, pur »).

## Traditions et superstitions

### Le1eravril
Ce commencement de l’année (qui traduit le premier mois complet du printemps) survit au travers de la tradition païenne du poisson d'avril, fêtée le 1er avril. Cette célébration populaire est liée à l’ancienne détermination de la fête de Pâques qui a lieu le premier dimanche suivant la première pleine lune de printemps, et qui se produit pratiquement toujours en avril[réf. nécessaire] dans le calendrier julien des chrétiens orthodoxes et des traditions sémites (mais a lieu en fin mars environ une année sur trois dans le calendrier réformé grégorien des catholiques romains et des protestants).

### Dictons du mois
Ces dictons traditionnels, parfois discutables, ne traduisent une réalité que pour les pays tempérés de l'hémisphère nord : « en avril, ne te découvre pas d’un fil ; en mai, fais ce qu’il te plaît ; en juin, tu te vêtiras d’un rien », « au mois d'avril, tout arbre a son bourgeon », « avril pluvieux et mai venteux ne rendent pas le paysan disetteux », « achète des chevaux, bœufs, vaches et brebis en avril ».

### Dans la culture
Lydie Wilson emploie l'adjectif « aprilin » dans son poème Riez bien, les frais innocents du recueil Au bord du Lez (1891) : 
Mieux qu'un chamaillis aprilin,

Riez bien, les belles enfances !

Avec vos bouchettes de lin,

De lin sauvage et purpurin. —

Les chamaillis sont sans offenses

Qui rient au taillis aprilin.

— Riez bien, les belles enfances !
— Lydie Wilson, Au Bord du Lez